# NGC 6614
NGC 6614 (другие обозначения — ESO 103-18, PGC 61852) — галактика в созвездии Павлин.
Этот объект входит в число перечисленных в оригинальной редакции «Нового общего каталога».